# John G. Rowland

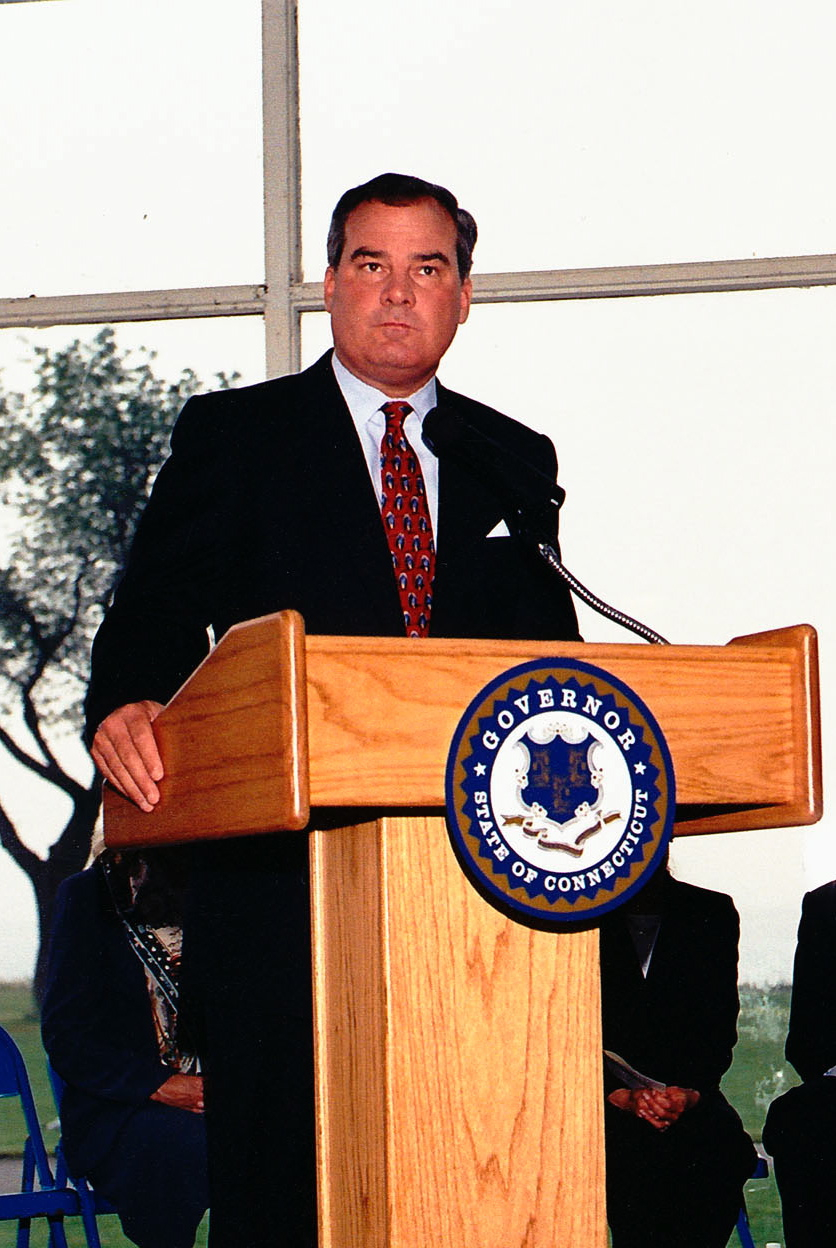
John G. Rowland (2004)

John Grosvenor Rowland (* 24. Mai 1957 in Waterbury, Connecticut) ist ein US-amerikanischer Politiker (Republikanische Partei). Er war drei Amtszeiten lang Gouverneur des Bundesstaates Connecticut. Aufgrund von Korruptionsvorwürfen trat er 2004 von seinem Amt zurück. 2005 wurde Rowland zu einer einjährigen Freiheitsstrafe verurteilt.

## Frühe Jahre und politischer Aufstieg
Rowland besuchte bis 1975 die Holy Cross High School in Waterbury. 1979 schloss er ein Studium an der Villanova University in Pennsylvania als Bachelor of Arts ab. Rowland war zunächst als Versicherungsvertreter tätig.
1981 begann Rowlands politische Laufbahn. Er war zunächst Abgeordneter im Repräsentantenhaus von Connecticut während zwei Amtszeiten von 1981 bis 1985 und danach für drei Amtszeiten im US-Repräsentantenhaus, von 1985 bis 1991.

## Gouverneur von Connecticut
Rowland gewann im November 1994 die Wahl zum Gouverneur von Connecticut und war damit der bislang jüngste Gouverneur von Connecticut. 1998 wurde er für eine zweite und 2002 für eine dritte Amtszeit wiedergewählt. Kennzeichnend für seine Politik waren Steuersenkungen und Sozialabbau.

## Strafverfahren
2003 nahmen das Repräsentantenhaus von Connecticut und Strafverfolgungsbehörden Ermittlungen aufgrund von Korruptionsvorwürfen gegen Rowland auf. Im Juni 2004 trat Rowland von seinem Amt zurück und wurde im März 2005 wegen Betrug und Steuerhinterziehung zu einer Freiheitsstrafe von einem Jahr und einer Bewährungsstrafe von drei Jahren verurteilt. Im Februar 2006 wurde er vorzeitig aus der Haft entlassen.

## Sonstiges
Seit Anfang 2008 arbeitet Rowland als Beauftragter für wirtschaftliche Entwicklung der Stadtverwaltung seiner Heimatstadt Waterbury.
Rowland und seine Ehefrau Patricia haben fünf gemeinsame Kinder.